# Atrina rigida
Atrina rigida är en musselart som först beskrevs av John Lightfoot 1786.  Atrina rigida ingår i släktet Atrina och familjen Pinnidae. Inga underarter finns listade i Catalogue of Life.